# Casiano Rojo Olalla
Casiano Rojo Olalla OSB (* 5. August 1877 in Hacinas; † 12. April 1931 in Santo Domingo de Silos) war ein spanischer Organist, Chorleiter und Musikwissenschaftler. Sein Spezialgebiet war die Choralforschung.

## Leben und Werk
Casiano Rojo besuchte seit 1890 die Klosterschule von Santo Domingo de Silos. 1901 wurde er zum katholischen Priester geweiht. Bis 1913 wirkte er als Orgellehrer, bis 1922 als Chorleiter. Er studierte Musik bei Dom Pothier. Er stand viele Jahre dem Benediktinerkloster Santo Domingo de Silos als Prior vor.
Casiano Rojo setzte sich für die Restauration des mozarabischen Kirchengesangs ein. Seine wichtigsten Veröffentlichungen sind Método de canto gregoriano (Valladolid 1906), Antiphonarium Mozarabicum de la Catedral de León (zusammen mit Germán Prado, León 1928), El Canto mozárabe. Estudio histórico-crítico de su antiguëdad y estado actual (zusammen mit Germán Prado, Barcelona 1929).